# Кільце лучника

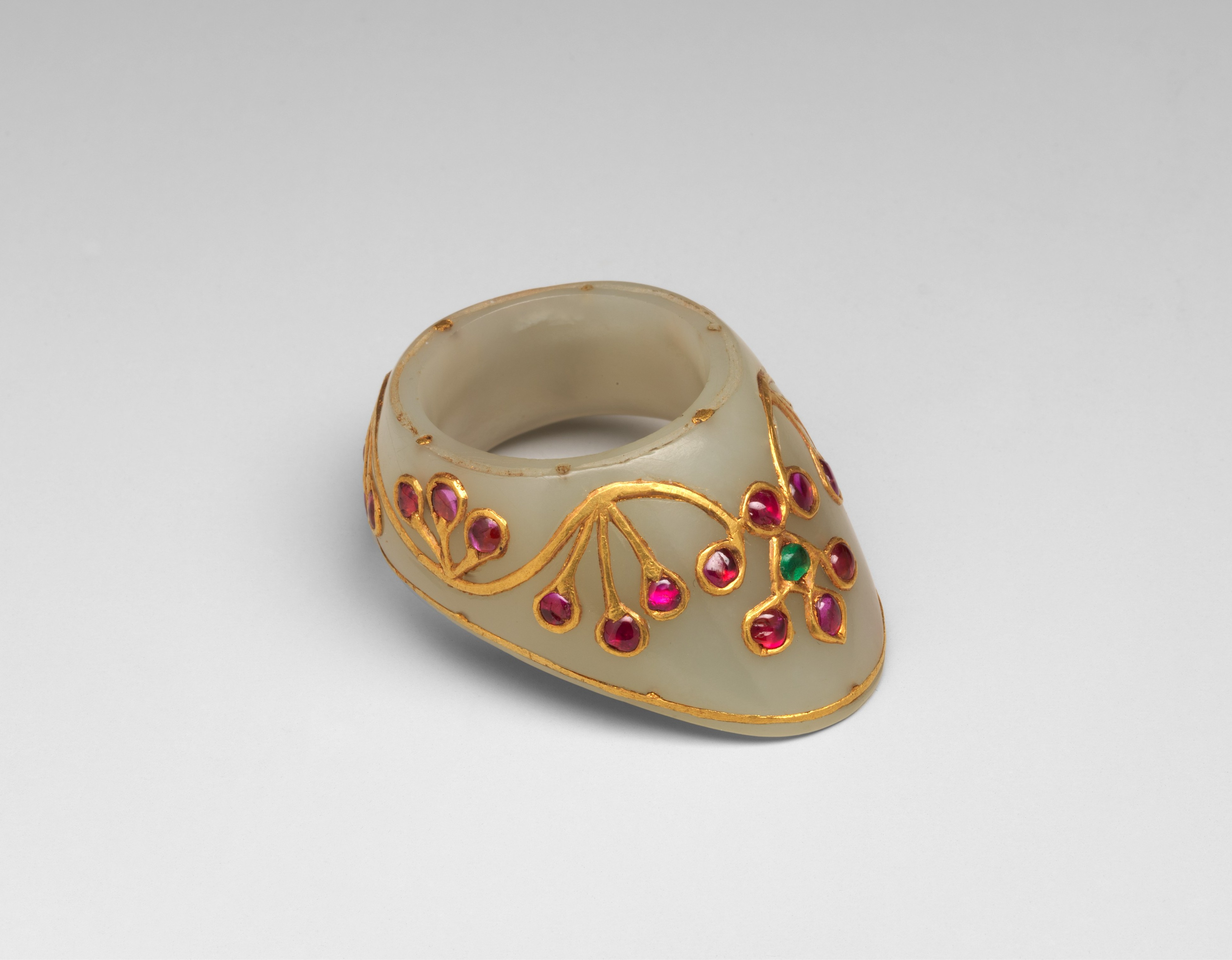
Кільце лучника, Індія, XVII—XVIII ст. Нефрит, золото, рубіни, смарагди

Кільце (або перстень) лучника — спеціальне кільце, що надягається на великий палець правої руки під час стрільби з лука для захисту від пошкодження тятивою. Як правило, кільця лучника мають характерну циліндричну або конічну форму. Історично кільця лучника характерні переважно для країн Східної та Південної Азії, а також Русі, і не були відомі в Західній Європі. Могли бути як звичайним елементом екіпіровки лучника, так і предметом розкоші.

## Використання

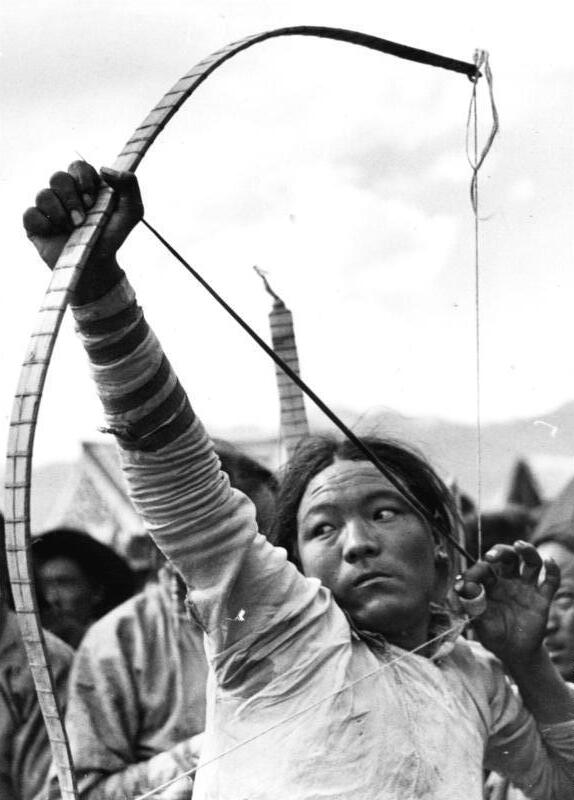
Тибетський лучник з циліндричним кільцем на великому пальці, 1938

Кільця лучника характерні для тих культур, де під час стрільби з лука тятиву традиційно натягують переважно за допомогою великого пальця. Такий спосіб натягу називають «монгольським» і характерний він, головно, для народів Азії: монголів, корейців, китайців, індійців та інших.
Великий палець просовується кінцем між вказівним і середнім, а стріла тримається між великим і вказівним; навантаженням є тятива лука, що натискає на кільце, безпосередньо між суглобом і кінчиком великого пальця. Вважається, що за такого способу стрільби зростає сила натягу, що важливо для композитних луків, а також влучність. Необхідною умовою для цього методу є використання екіпіровки для захисту великого пальця від пошкодження тятивою під час спуску. В Японії за схожого стилю стрільби для захисту використовують спеціальну пальчатку (югаке), яку надягають на кілька пальців.

## Історія
Кільця лучника відомі з глибокої давнини. Крім Азії, археологи виявили кільця лучника в нубійських пірамідах на території сучасного Судану. В Азії відомі з часів неоліту. Вважається, що найперші кільця лучника виготовляли зі шкіри і тому вони не збереглися. Історикам відомі кільця з каменю, зокрема напівкоштовних мінералів (нефрит, яшма, агат тощо), кістки, рогу і полірованого дерева. Нині кільця лучника виготовляють переважно з пластику або металу, оскільки кістяні й кам'яні кільця занадто ламкі.
Особливо численні збережені індійські кільця лучника, які відносять до епохи Великих Моголів, виготовлені в типовій ювелірній техніці кундан. Індійські кільця лучника виготовляли переважно з нефриту і прикрашали золотом, рубінами і смарагдами. Деякі кільця, що належали вельможам і правителям, є творами ювелірного мистецтва і зберігаються в музеях. Колекції дорогоцінних кілець лучника мають Музей Вікторії та Альберта у Лондоні й Метрополітен-музей у Нью-Йорку. В Ермітажі (Санкт-Петербург) зберігається багато прикрашене парадне кільце Шаха Джахана другої чверті XVII століття.

## Примітка
1. ↑  Печерська сотня Київського реєстрового полку | Озброєння. 17c.org.ua (англ.). Архів оригіналу за 4 вересня 2021. Процитовано 4 вересня 2021.
2. ↑  Кольцо для стрельбы из лука. Архів оригіналу за 28 січня 2020. Процитовано 4 вересня 2021.
3. ↑  Зачем лучнику кольцо на пальце?. Архів оригіналу за 4 вересня 2021. Процитовано 4 вересня 2021.
4. ↑  Югаке (рукавичка для стрільби). Архів оригіналу за 23 лютого 2020. Процитовано 4 вересня 2021.
5. ↑  Парадное кольцо Шаха-Джахана для стрельбы из лука. Архів оригіналу за 4 вересня 2021. Процитовано 4 вересня 2021.